# Platyopozaur
Platyopozaur (Platyoposaurus) – rodzaj dużego, ziemnowodnego płaza żyjącego w permie, około 255–250 mln lat temu (wucziaping–czangsing), na terenach obecnej Rosji. Jeden z odkrytych szkieletów zawiera 28–centymetrową czaszkę, na podstawie której długość właściciela (dorosłego osobnika) oszacowano na około 2,5 metra. Jego nazwa oznacza „jaszczura o płaskiej twarzy”.